# Кларк Форк (Ајдахо)
Кларк Форк (енгл. Clark Fork) град је у америчкој савезној држави Ајдахо.

## Демографија
По попису из 2010. године број становника је 536, што је 6 (1,1%) становника више него 2000. године.
| Група             | 2000.       | 2010.       |
| Белци             | 495 (93,4%) | 507 (94,6%) |
| Афроамериканци    | 3 (0,6%)    | 0 (0,0%)    |
| Азијати           | 1 (0,2%)    | 3 (0,6%)    |
| Хиспаноамериканци | 16 (3,0%)   | 5 (0,9%)    |
| Укупно            | 530         | 536         |